# Il quinto sigillo
Il quinto sigillo (Az ötödik pecsét) è un film del 1976 diretto da Zoltán Fábri.

## Riconoscimenti
- 1997 - Festival cinematografico internazionale di Mosca
  - Giorgio d'Oro